# خوان خوسه لوباتو
خوان خوسه لوباتو (اسپانیایی: Juan José Lobato‎؛ زادهٔ ۳۰ دسامبر ۱۹۸۸) دوچرخه‌سوار اهل اسپانیا است.
از باشگاه‌هایی که در آن رکاب زده‌است می‌توان به تیم موویستار، تیم دوچرخه‌سواری اندلسیا، تیم دوچرخه‌سواری اندلسیا، ایوسکالتل-ایوسکادی، تیم لوتوان‌ال–یومبو، و نیپو–وینی فانتینی اشاره کرد.